# Rápteme usted
Rápteme usted es una película española en blanco y negro de 1940. Se trata de una comedia musical realizada al servicio de la estrella de revista Celia Gámez.

## Sinopsis
La popular estrella Áurea Diamantina, retirada tras su matrimonio, decide regresar al mundo del espectáculo a pesar de la oposición de su marido. Tras separarse del esposo, decide con la ayuda de su mánager simular un secuestro para hacerse publicidad. Con la misma intención promocional, Áurea contrata al director de una academia de detectives para que proteja su seguridad. Al mismo tiempo, su marido contrata a la misma persona para que siga sus pasos. Y Áurea contrata al novio de la hija del director para que simule el secuestro. Todos los personajes coinciden en un restaurante con espectáculo en el que, entre bailes y canciones, se prepara el desenlace. Finalmente, Áurea es secuestrada, pero no por quien ella había contratado. El autor resulta ser su esposo, quien le declara su amor, dice que no puede soportar la separación y anuncia su partida hacia América. Cuando sube al barco, encuentra a Áurea en el camarote dispuesta a viajar con él. El mánager es quien debe responder a la policía por el secuestro.

## Guion
Tanto el argumento original como el guion fueron escritos por Claudio de la Torre, si bien bajo el pseudónimo de «Alberto Alar». De la Torre era un versátil escritor que creaba igualmente novela, poesía, teatro o cine. También fue director teatral y cinematográfico. Su trayectoria cinematográfica es breve pero ya en 1931 había colaborado en el guion de ¿Cuándo te suicidas?, producción Paramount en español que contaba con la participación de Imperio Argentina. Y al año siguiente había dirigido, también en los estudios franceses de Paramount en Joinville, Pour vivre heureux, esta rodada en francés. El guion de Rápteme usted es escapista, muestra una sociedad que vive sin estrecheces, y estaba dirigido a que el público olvidase la terrible situación que atravesaba España tras finalizar la Guerra Civil, agravada por el estallido de la Segunda Guerra Mundial.

## Dirección
El filme fue dirigido por Julio de Fleischner, realizador que ya había dirigido un par de películas aunque no llegaría a destacar en su breve carrera. Fleischner realiza un musical muy distinto del que se hacía por entonces en España y que protagonizaban actrices como Imperio Argentina, Estrellita Castro o Juanita Reina. Se inspira en el cine musical de los Estados Unidos, las comedias ambientadas en la alta sociedad que solían protagonizar Fred Astaire y Ginger Rogers y que basaban su comicidad en una sucesión de equívocos. Incluso contiene un número de baile coreografiado al estilo de Busby Berkeley aunque ejecutado con mayor pobreza de medios.

## Fotografía
El director de fotografía alemán Hans Scheib era uno de los muchos que había colaborado con Leni Riefenstahl en el rodaje de Olympia. Entró en contacto con el cine español al colaborar con la Hispano Film Produktion en la realización de La canción de Aixa y Mariquilla Terremoto durante la Guerra civil española. Al terminar esta, se incorporó a la industria cinematográfica española, en la que trabajó durante los años 40 y 50. Antes de Rápteme usted ya había colaborado en Los cuatro robinsones y La marquesona.

## Interpretación

### La estrella
La porteña Celia Gámez debutó en una gala benéfica en el Teatro Pavón de Madrid en 1925, a los veinte años. El gran éxito obtenido ante el propio rey Alfonso XIII le sirvió para prolongar una carrera que duraría cuatro décadas. Tras interpretar en un principio canciones argentinas, acabó convirtiéndose en la máxima exponente de la revista musical gracias a su actuación en Las castigadoras. Logró triunfar a pesar de no tener una voz destacable ni un físico espectacular, pues suplía tales carencias ejerciendo un total dominio de la escena. Ya con nacionalidad española, consolidó su fama durante la República con Las Leandras, destacando su interpretación del chotis «El Pichi» y ganándose el aprecio del mismo Azaña. Renovó el género, eliminando contenido soez y proporcionándole respetabilidad, introdujo las figuras del galán y los boys y atrajo al público femenino. Durante la Guerra Civil se trasladó a Buenos Aires, pero nunca obtuvo en su país natal el mismo éxito que en España. Regresó a su segunda patria en 1938 y tomó partido por el bando franquista. Se adaptó sin problemas a la dictadura y respetó las normas de la censura a pesar de la irregularidad de su vida privada. En 1940 volvió a triunfar con La Cenicienta del Palace, definida ya no como revista, sino como comedia musical.
Durante la guerra, Gámez había rodado dos películas en Argentina: Murió el sargento Laprida y El diablo con faldas. Probablemente, la popular actriz y cantante pensó que podía desarrollar una carrera cinematográfica en España y probó fortuna con Rápteme usted. La experiencia no debió satisfacerle, pues no volvió a trabajar en una película hasta Las Leandras, en 1969.

### Otros intérpretes
El papel del marido está interpretado por Enrique Guitart, un sólido actor teatral que también trabajó en cine, aunque en menor medida. Representa el papel de galán maduro. Finalmente, de conformidad con las ideas predominantes en la época, logra evitar que la esposa vuelva a ejercer su profesión y consigue que acepte permanecer en el hogar.
Destaca también la presencia de la característica Julia Lajos, quien desempeña su papel con su habitual eficacia.
Otros actores tienen un estilo más propio de la revista, al igual que la propia Celia Gámez.

### Reparto
- Celia Gámez: Áurea Diamantina
- Enrique Guitart: El marido
- Julia Lajos: Doña Amalia
- Rude López: Elenita
- Eva Arión: La telefonista
- Leonor María: La bailarina
- Manolo París: El mánager
- Pedro Barreto: El director
- Luis Porredón: Ricardo
- Jacinto San Emeterio: El director de orquesta